# Херцогство Берг
Херцогството Берг (на немски: Herzogtum Berg; на латински: Ducatus Montensis) е територия на Свещената Римска империя в източната част на Рейнланд. To съществува от 11 век (до 1380 г. като графство) до 1806 г. като Херцогство Берг, след това за няколко години в сменена форма като Велико херцогство Берг.

## История
Владетелската резиденция е първо Алтенберг, от 1133 г. – дворецът Бург на Вупер и от късния 14 век – Дюселдорф.
Херцогството се е намирало на дясния бряг на Рейн между Фест Реклингхаузен, манастира Есен, манастира Ферден, Графство Марк, господството Хомбург, Графство Гимборн, Херцогство Вестфалия, Курфюрство Кьолн, Княжество Моерс и Херцогство Клеве. През 1423 г. е в Херцогство Юлих-Берг.

През 1800 г. има площ от 2.975 km² с 262 000 жители.

- Първият герб на Графство Берг
- Херцогство Берг през 15 век
- Замък Берге
- Дворец Бург на Вупер
- Дворец Дюселдорф

## Владетели на Берг

### Графове

#### Дом Берг
- Адолф I граф в Келдахгау (до 1019)
- Адолф II граф в Келдахгау (до 1093)
- Адолф I (до 1106)
- Адолф II (1106 – 1160)
- Енгелберт I (1161 – 1189)
- Адолф III (1189 – 1218)
- Енгелберт II (1218 – 1225)

#### Дом Лимбург
- Хайнрих IV (1225 – 1246)
- Адолф IV (1246 – 1259)
- Адолф V (1259 – 1296)
- Вилхелм I (1296 – 1308)
- Адолф VI (1308 – 1348)

#### Дом Юлих-Хаймбах
- Герхард (1348 – 1360), също граф на Равенсберг
- Вилхелм II (1360 – 1408), от 1380 херцог, 1360 – 1395 също граф на Равенсберг

### Херцози

#### Дом Юлих-Хаймбах
- Вилхелм II (1380 – 1408)
- Адолф VII (1408 – 1437), от 1423 също херцог на Юлих
- Вилхелм (1437 – 1475), също херцог на Юлих и граф на Равенсберг
- Вилхелм III (1475 – 1511), също херцог на Юлих и граф на Равенсберг

#### Дом Ламарк
- Йохан Миролюбиви (1511 – 1539), също херцог на Юлих и граф на Равенсберг, от 1521 също херцог на Клеве и граф на Марк
- Вилхелм V Богатия (1539 – 1592), също херцог на Юлих и Клеве, граф на Равенсберг и на Марк
- Йохан Вилхелм I (1592 – 1609), също херцог на Юлих и Клеве, граф на Равенсберг и на Марк

#### Вителсбахи (Линия Пфалц-Нойбург)
- Волфганг Вилхелм (1614 – 1653), също херцог на Юлих и Пфалц-Нойбург
- Филип Вилхелм (1653 – 1679), също херцог на Юлих и Пфалц-Нойбург
- Йохан Вилхелм II (1679 – 1716), също херцог на Юлих, от 1690 също курфюрст на Пфалц и херцог на Пфалц-Нойбург
- Карл Филип (1716 – 1742), също Курфюрст на Пфалц и херцог на Пфалц-Нойбург:

#### Вителсбахи (Линия Пфалц-Зулцбах)
- Карл Теодор (1742 – 1799), също Курфюрст на Пфалц и херцог на Пфалц-Нойбург, от 1777 също Курфюрст на Бавария

#### Вителсбахи (Линия Пфалц-Биркенфелд-Бишвайлер)
- Максимилиан I Йосиф (1799 – 1806), също Курфюрст на Бавария. Последният управляващ херцог на Берг.

### ФренскоВелико херцогство Берг
- 1806 – 1808 Жоашен Мюра
- 1808 – 1809 Наполеон Бонапарт
- 1809 – 1813 Наполеон Луй Бонапарт (под регентството на Наполеон Бонапарт)